# Феррер, Хуан
Хуан Феррер Лаэра (исп. Juan Ferrer Lahera; 24 августа 1955, Сантьяго-де-Куба, Орьенте — 22 октября 2015, Гавана) — кубинский дзюдоист, серебряный призёр Олимпийских игр в Москве (1980).

## Спортивная карьера
На Панамериканских играх выиграл бронзу в Сан-Хуане (1979) и серебро в Каракасе  (1983) в полутяжелом среднем классе (до 78 кг).
На летних Олимпийских играх в Москве (1980) стал серебряным призёром в той же весовой категории.
Являлся чемпионом (1984) и серебряным призёром (1974) первенства Америки по дзюдо. Являлся трёхкратным чемпионом Игр стран Центральной Америки и Карибского бассейна (1974, 1978 и 1982).
После завершения спортивной карьеры работал тренером в национальной молодежной и женской сборной Кубы по дзюдо. Также работал с мексиканскими спортсменами. Состоял в Союзе молодых коммунистов и Коммунистической партии Кубы. Был награждён орденом «За спортивные заслуги» и знаком отличия «Мученики Барбадоса».